# Mohamed
Abū al-kāsim Muḥamad ibn ʿAbd Alāh ibn ʿAbd al-Mutalib ibn Hāšim (arabsko ابو القاسم محمد ابن عبد الله ابن عبد المطلب ابن هاشم), transliterirano tudi kot Mohamed (محمد), je bil mož iz Meke, ki je z islamom dal Arabiji enotno versko podobo. *okoli 570, Meka; † okoli 8. junija 632, Medina.
Muslimani in Bahajci verujejo, da je poslanec in prerok Boga. Poleg tega skoraj vsi muslimani verujejo, da je poslednji prerok, kar jih je Bog poslal človeštvu.Koran 33,40
Mohamed se je rodil leta 570 v Meki na Arabskem polotoku, v zgodnjem otroštvu je osirotel in odraščal pri Abu Talibu, stricu po očetovi strani. Kasneje je delal večinoma kot trgovec, tudi kot pastir, in se prvič poročil, ko je bil star petindvajset let. Imel je navado, da se občasno umakne za nekaj noči v jamo na okoliških hribih in se tako v samoti posveti molitvi. Po svojih besedah je pri starosti 40 let doživel obisk Gabriela in prejel od Boga svoje prvo razodetje. Tri leta po tem dogodku je Mohamed začel javno pridigati o teh razodetjih in razglašati, da »je Bog en sam«, da je popolna »predaja« (dobeseden pomen besede islām) edina pot (dīn), sprejemljiva za Boga ter da je on sam prerok in glasnik Boga, tako kot so bili pred njim drugi islamski preroki.
Mohamed je pridobil nekaj privržencev že takoj na začetku, pri tem pa naletel na sovražnost nekaterih plemen v Meki. Da bi se izognil preganjanju, je Mohamed poslal nekaj svojih pristašev v Etiopijo, potem pa se leta 622 s svojimi privrženci iz Meke preselil v Medino (tedaj pod imenom Jatrib). Ta dogodek, imenovan hidžra, zaznamuje začetek islamskega koledarja, znanega tudi pod imenom koledar po hidžri. V Medini je Mohamed združil plemena pod Ustavo Medine. Po osmih letih bojev s plemeni iz Meke so njegovi privrženci, katerih število je medtem naraslo na 10.000, na pretežno miren način zavzeli Meko. V mestu je uničil poganske malike, nato pa poslal svoje privržence iz mesta uničit vse preostale poganske templje v vzhodni Arabiji. Leta 632, nekaj mesecev po vrnitvi s poslovilnega romanja v Medino, je Mohamed zbolel in umrl. Ob njegovi smrti je večina Arabskega polotoka prestopila v islam, tako da se je pod njegovim vodstvom Arabija združila v eno samo versko občestvo.
Razodetja (znana kot »Aja«, lit. »Znak Boga«), o katerih je Mohamed poročal vse do svoje smrti, so vsebovana v verzih Korana; za muslimane predstavljajo »Božjo besedo« in temelj njihove vere. Poleg Korana muslimani spoštujejo Mohamedove nauke in navade (suna), ki jih je najti v izročilih (hadith) ter življenjepisih preroka (»sira«) in jih uporabljajo kot vir šarije islamskega prava. Muslimani govorijo o Mohamedu in drugih prerokih islama s spoštovanjem in dodajo vedno, kadar se omeni njihovo ime, »mir bodi z njim«. Srednjeveško krščanstvo in pretekli časi so na Mohameda gledali v veliki meri negativno, sodobna zgodovina mu je v svojem mnenju veliko bolj naklonjena.

## Imena in nazivi v Koranu
Ime »Mohamed« pomeni »hvalevredni« in se pojavlja štirikrat v Koranu. Koran se obrača na Mohameda v drugi osebi, ne z njegovim imenom, temveč z različnimi evfemizmi, kot so: prerok, sel, božji služabnik (»abd«), glasnik (bašir)Koran 2,119, priča (šahid), ki prinaša dobre novice (mubašir), ki svari (»natir«)Koran 11,2, ki opominja (mudakir)Koran 88,21, ki poziva k Bogu] (da'i)Koran 12,108, poosebljena luč (nur) Koran 5,15 in luč, ki sveti (siraj munir)Koran 73,1. Mohameda Koran včasih imenuje posredno z njegovim stanjem v danem trenutku: tako je o njem govora kot o odetem (Al-Muzami)Koran 73,1 in v mrliškem prtu (Al-Mudatir)Koran 74,1. V Koranu naj verniki ne razlikujejo med glasniki Boga in naj verujejo v vse od njih (Sura Al-Bakara)Koran 2,285. Bog je storil, da nekateri glasniki izstopajoKoran 2,253 in v suri Al-AzabKoran 33,40 Mohameda povzdigne kot »Pečat prerokov«. Koran Mohameda tudi imenuje kot »Ahmad«, to je 'hvalevrednejši' (arabsko أحمد, Sura As-Saf)Koran 61,6.